# Bełtno
Bełtno (deutsch Boltenhagen bei Schivelbein) ist ein Dorf in der polnischen Woiwodschaft Westpommern. Es gehört zur Gmina Świdwin (Schivelbein) im Powiat Świdwiński.

## Geografische Lage
Bełtno liegt neun Kilometer westlich von Świdwin an der Woiwodschaftsstraße Nr. 152 Szczecinek (Neustettin) – Barwice (Bärwalde) – Połczyn-Zdrój (Bad Polzin) – Świdwin – Starogard (Stargordt) (– Resko (Regenwalde)). Im Ort zweigt eine Nebenstraße nach Lekowo (Leckow) – Ciechnowo (Technow) – Sławoborze (Stolzenberg) ab.
Nächste Bahnstationen sind: Świdwin (9 km) an der Strecke Berlin – Stettin – Köslin – Danzig bzw. Starogord (9 km) an der Strecke Łobez (Labes) – Resko (Regenwalde) – Płoty (Plathe).

## Geschichte
In Boltenhagen wie auch in Rützenhagen (heute polnisch: Rusinowo) lebten früher die Rütze. 1763 wird Regierungsrat von Loeper als Besitzer des Rittergutes genannt.
1821 wurde die Bauernregulierung vorgenommen: fünf Bauern wurden anerkannt. Rittergutsbesitzer war Amtmann Stenigke, danach von Oppen (1833), Amtmann Dobbert (1836) und anderen. 1928 war das Gut im Besitz von Julius Cleve in Leckow (Lekowo) – bei einer Größe von immerhin 634 Hektar. Bei Kriegsende 1945 waren 34 landwirtschaftliche Betriebe ansässig. Das Handwerk war durch eine Schmiede und eine Stellmacherei vertreten.
Bis 1932 gehörte Boltenhagen zum Landkreis Schivelbein, bis dieser in den Landkreis Belgard (Persante) aufgelöst wurde. 1939 wurden 232 Dorfbewohner in 54 Haushaltungen gezählt. Die Gemeindefläche betrug zu der Zeit 758,5 Hektar.
Boltenhagen gehörte zum Amts- und Standesamtsbezirk Lankow im Amtsgerichtsbereich Schivelbein. Letzter deutscher Bürgermeister war Max Ninmann.
Am 7. März 1945 wurde Boltenhagen durch Truppen der Roten Armee kampflos eingenommen. Im Juli 1945 setzte die Vertreibung der deutschen Bevölkerung ein. Boltenhagen kam in polnische Hände und ist unter dem Namen Bełtno heute eine Ortschaft der Gmina Świdwin.

## Kirche
Boltenhagen hatte keine eigene Kirche. Das Dorf gehörte zum Kirchspiel Rützenhagen innerhalb des Kirchenkreises Schivelbein der Kirchenprovinz Pommern in der evangelischen Kirche der Altpreußischen Union.
Heute liegt Bełtno im Kirchspiel Koszalin (Köslin) in der Diözese Pommern-Großpolen der polnischen Evangelisch-Augsburgischen Kirche.